# Penthus
Penthus tenebrioides es una  especie de coleóptero adéfago de la familia Carabidae y el único miembro del género monotípico Penthus.